# Chanuka (seria monet)
Chanuka (hebr. סידרת מטבעות חנוכה, sidrat matbe’ot chanuka) – seria monet, obejmująca izraelskie miedzioniklowe, srebrne i złote monety kolekcjonerskie emitowane przez Bank Izraela w latach 1958–1990, które upamiętniały żydowskie święto – Chanukę. Miały one status legalnego środka płatniczego, a dystrybuowane są przez Israel Coins and Medals Corporation (ICMC). Pierwsza moneta z serii została wybita w 1958 roku.
Emisja serii obejmuje okresy funta izraelskiego (1960–1980), szekla (1980–1985) i nowego szekla (od 1985).

## Chanuka
Po około dwóch miesiącach od zakończenia Sukot Żydzi obchodzą Chanukę. Nie jest to święto, które pojawia się w Tanachu. W Talmudzie zapisane jest, iż Machabeusze podczas powstania (167–160 p.n.e.) zdobyli Świątynię Jerozolimską. W niej znaleźli jedno naczynie z czystą oliwą, której miało starczyć tylko na jeden dzień palenia się lampy. Ostatecznie lampa paliła się osiem dni. Według Pierwszej i Drugiej Księgi Machabejskiej Chanuka ma upamiętniać odnowienie odprawiania rytuałów świątynnych. Judaizm nie czci zwycięstwa militarnego. Traktuje Chanukę jako symbol cudu bożego, który pozwolił na tak długie palenie się oliwy. Święto trwa osiem dni i każdego zapala się jedną świecę świecznika zwanego Chanukiją, który powinien być ustawiony w oknie, aby każdy mógł dowiedzieć się o cudzie. Narracje syjonistyczna, a później państwowa zaczęły podkreślać militaryzm i odwagę Machabeuszów. Ich powstanie utożsamia się z walką o niepodległość i przeciwstawianiem się okupantowi.

## Lista monet w serii

### Funt izraelski
Seria monet z okresu obowiązywania funta izraelskiego obejmuje monety miedzioniklowe oraz srebrne (próby 500 i 750). Wszystkie wybijane były z jednym nominałem (1 ILP w latach 1958–1963, 5 ILP 1972–1973, 10 ILP 1974–1977, 25 ILP w 1978, 100 ILP w 1979). Każda moneta miała odmianę zwykłą i lustrzaną. W przypadku pierwszej monety z serii, z 1958 roku, ciężko jest odróżnić obie odmiany. Prawdopodobnie monety lustrzane i zwykłe były wybijane jednym stemplem. Pierwsze sztuki wykazywały cechy monet lustrzanych, a każde kolejne miały bardziej matowy wygląd. Dwie kolejne monety odbiegają tematycznie od reszty serii. Moneta z kibucem Deganja została wybita na 50. rocznicę powstania kibucu i w celu upamiętnienia kolektywnego osadnictwa w Izraelu. Moneta ta na awersie ma wybitą złą datę kalendarza gregoriańskiego (1960). Poprawną datą powinien być rok 1959, kiedy miała miejsce emisja na Chanukę. Druga odbiegająca tematycznie moneta z 1960 roku dedykowana jest Henrietcie Szold z okazji 100. rocznicy jej urodzin. Moneta z 1961 roku upamiętnia powstanie Machabeuszów, podczas którego zdobyto i poświęcono na nowo Świątynię Jerozolimską, co upamiętniane jest przez Chanukę. Reszta monet z tego okresu na rewersie ma przedstawienie Chanukij z różnych miejsc na świecie, w których mieszkali Żydzi oraz podpis świecznika w języku hebrajskim. Na awersie monet z lat 1962–1963 znajdował się nominał, nazwa waluty w języku hebrajskim, nazwa państwa w językach hebrajskim i arabskim oraz data według kalendarza gregoriańskiego i żydowskiego. Od 1973 roku na awersach pojawiła się również nazwa państwa w języku angielskim. Na monetach z 1976 i 1979 na awersach pojawił się dodatkowo herb Izraela. Moneta z 1976 roku na rewersie miała dodatkowo opis świecznika w języku angielskim.
Mennice: Swissmint – Berno; Drukarnia Rządowa – Jerozolima; Kanadyjska Mennica Królewska – Ottawa; Królewska Mennica Holenderska – Utrecht.
| Odm. | Moneta                            | Rok emisji | Nominał | Stop   | Średnica (mm) | Masa (g) | Znak mennicy | Stempel   | Mennica                       | Nakład  | Nr Krause | Wizerunek   |
| ---- | --------------------------------- | ---------- | ------- | ------ | ------------- | -------- | ------------ | --------- | ----------------------------- | ------- | --------- | ----------- |
| 1    | Światło Tory                      | 1958       | 1 ILP   | CuNi   | 32            | 14       | brak         | lustrzany | Swissmint                     | 5000    | KM# 22    | AwersRewers |
| 2    | Światło Tory                      | 1958       | 1 ILP   | CuNi   | 32            | 14       | brak         | zwykły    | Swissmint                     | 149 594 | KM# 22    | AwersRewers |
|      |                                   |            |         |        |               |          |              |           |                               |         |           |             |
| 1    | Henrietta Szold                   | 1960       | 1 ILP   | CuNi   | 32            | 14       | מ            | lustrzany | Królewska Mennica Holenderska | 3000    | KM# 28    | AwersRewers |
| 2    | Henrietta Szold                   | 1960       | 1 ILP   | CuNi   | 32            | 14       | brak         | zwykły    | Królewska Mennica Holenderska | 16 781  | KM# 28    | AwersRewers |
|      |                                   |            |         |        |               |          |              |           |                               |         |           |             |
| 1    | Kibuc Deganja                     | 1960       | 1 ILP   | CuNi   | 32            | 14       | מ            | lustrzany | Królewska Mennica Holenderska | 4702    | KM# 32    | AwersRewers |
| 2    | Kibuc Deganja                     | 1960       | 1 ILP   | CuNi   | 32            | 14       | brak         | zwykły    | Królewska Mennica Holenderska | 49 455  | KM# 32    | AwersRewers |
|      |                                   |            |         |        |               |          |              |           |                               |         |           |             |
| 1    | Powstanie Machabeuszów            | 1961       | 1 ILP   | CuNi   | 32            | 14       | מ            | lustrzany | Królewska Mennica Holenderska | 9324    | KM# 34    | AwersRewers |
| 2    | Powstanie Machabeuszów            | 1961       | 1 ILP   | CuNi   | 32            | 14       | brak         | zwykły    | Królewska Mennica Holenderska | 18 801  | KM# 34    | AwersRewers |
|      |                                   |            |         |        |               |          |              |           |                               |         |           |             |
| 1    | Chanukija z Włoch                 | 1962       | 1 ILP   | CuNi   | 32            | 14       | מ            | lustrzany | Swissmint                     | 5941    | KM# 38    | AwersRewers |
| 2    | Chanukija z Włoch                 | 1962       | 1 ILP   | CuNi   | 32            | 14       | brak         | zwykły    | Swissmint                     | 9560    | KM# 38    | AwersRewers |
|      |                                   |            |         |        |               |          |              |           |                               |         |           |             |
| 1    | Chanukija z Północnej Afryki      | 1963       | 1 ILP   | CuNi   | 32            | 14       | מ            | lustrzany | Królewska Mennica Holenderska | 5412    | KM# 42    | AwersRewers |
| 2    | Chanukija z Północnej Afryki      | 1963       | 1 ILP   | CuNi   | 32            | 14       | brak         | zwykły    | Królewska Mennica Holenderska | 9928    | KM# 42    | AwersRewers |
|      |                                   |            |         |        |               |          |              |           |                               |         |           |             |
| 1    | Chanukija z Rosji                 | 1972       | 5 ILP   | Ag 750 | 34            | 20       | מ            | lustrzany | Drukarnia Rządowa             | 22 336  | KM# 69.2  | AwersRewers |
| 2    | Chanukija z Rosji                 | 1972       | 5 ILP   | Ag 750 | 34            | 20       | ✡            | zwykły    | Drukarnia Rządowa             | 74 506  | KM# 69.1  | AwersRewers |
|      |                                   |            |         |        |               |          |              |           |                               |         |           |             |
| 1    | Chanukija z Babilonii             | 1973       | 5 ILP   | Ag 500 | 34            | 20       | מ            | lustrzany | Drukarnia Rządowa             | 44 860  | KM# 75.2  | AwersRewers |
| 2    | Chanukija z Babilonii             | 1973       | 5 ILP   | Ag 500 | 34            | 20       | ✡            | zwykły    | Drukarnia Rządowa             | 94 686  | KM# 75.1  | AwersRewers |
|      |                                   |            |         |        |               |          |              |           |                               |         |           |             |
| 1    | Chanukija z Damaszku              | 1974       | 10 ILP  | Ag 500 | 34            | 20       | מ            | lustrzany | Drukarnia Rządowa             | 58 642  | KM# 78.2  | AwersRewers |
| 2    | Chanukija z Damaszku              | 1974       | 10 ILP  | Ag 500 | 34            | 20       | ✡            | zwykły    | Drukarnia Rządowa             | 74 112  | KM# 78.1  | AwersRewers |
|      |                                   |            |         |        |               |          |              |           |                               |         |           |             |
| 1    | Chanukija z Holandii              | 1975       | 10 ILP  | Ag 500 | 34            | 20       | מ            | lustrzany | Drukarnia Rządowa             | 33 537  | KM# 84.2  | AwersRewers |
| 2    | Chanukija z Holandii              | 1975       | 10 ILP  | Ag 500 | 34            | 20       | ✡            | zwykły    | Drukarnia Rządowa             | 44 215  | KM# 84.1  | AwersRewers |
|      |                                   |            |         |        |               |          |              |           |                               |         |           |             |
| 1    | Chanukija ze Stanów Zjednoczonych | 1976       | 10 ILP  | Ag 500 | 34            | 20       | מ            | lustrzany | Drukarnia Rządowa             | 19 989  | KM# 87.2  | AwersRewers |
| 2    | Chanukija ze Stanów Zjednoczonych | 1976       | 10 ILP  | Ag 500 | 34            | 20       | ✡            | zwykły    | Drukarnia Rządowa             | 24 844  | KM# 87.1  | AwersRewers |
|      |                                   |            |         |        |               |          |              |           |                               |         |           |             |
| 1    | Chanukija z Jerozolimy            | 1977       | 10 ILP  | CuNi   | 34            | 15       | מ            | lustrzany | Drukarnia Rządowa             | 29 516  | KM# 91.2  | AwersRewers |
| 2    | Chanukija z Jerozolimy            | 1977       | 10 ILP  | CuNi   | 34            | 15       | ✡            | zwykły    | Drukarnia Rządowa             | 46 106  | KM# 91.1  | AwersRewers |
|      |                                   |            |         |        |               |          |              |           |                               |         |           |             |
| 1    | Chanukija z Francji               | 1978       | 25 ILP  | CuNi   | 34            | 15       | מ            | lustrzany | Kanadyjska Mennica Królewska  | 22 300  | KM# 94.2  | AwersRewers |
| 2    | Chanukija z Francji               | 1978       | 25 ILP  | CuNi   | 34            | 15       | ✡            | zwykły    | Drukarnia Rządowa             | 36 200  | KM# 94.1  | AwersRewers |
|      |                                   |            |         |        |               |          |              |           |                               |         |           |             |
| 1    | Chanukija z Egiptu                | 1979       | 100 ILP | Ag 500 | 34            | 20       | מ            | lustrzany | Swissmint                     | 19 019  | KM# 103.2 | AwersRewers |
| 2    | Chanukija z Egiptu                | 1979       | 100 ILP | Ag 500 | 34            | 20       | ✡            | zwykły    | Swissmint                     | 31 588  | KM# 103.1 | AwersRewers |

### Szekel
Seria monet z okresu szekla obejmuje monety srebrne próby 850. Monety z lat 1980 i 1981 miały jeden nominał (1 ILR), natomiast wybijane w latach 1982–1985 miały już dwa nominały (1 ILR i 2 ILR). Monety jednoszeklowe były wybijane zwykłym stemplem, a dwuszeklowe lustrzanym. Wszystkie miały na rewersie wizerunek świecznika wraz z jego podpisem w języku hebrajskim. Na awersach natomiast wybito nominał, nazwę waluty w językach hebrajskim i angielskim, nazwę państwa w językach angielskim, hebrajskim i arabskim, herb Izraela oraz datę według kalendarza gregoriańskiego i żydowskiego. Na monecie z 1984 roku na rewersie widnieje dodatkowy opis świecznika w języku angielskim oraz daty istnienia obozu Theresienstadt.
Mennice: Swissmint – Berno; Mennica Bawarska – Monachium; Kanadyjska Mennica Królewska – Ottawa; Francuska Mennica Państwowa – Paryż; Mennica Państwowa Badenii-Wirtembergii – Stuttgart.
| Odm. | Moneta                     | Rok emisji | Nominał | Stop   | Średnica (mm) | Masa (g) | Znak mennicy | Stempel   | Mennica                                | Nakład | Nr Krause | Wizerunek   |
| ---- | -------------------------- | ---------- | ------- | ------ | ------------- | -------- | ------------ | --------- | -------------------------------------- | ------ | --------- | ----------- |
| 1    | Chanukija z Corfu          | 1980       | 1 ILR   | Ag 850 | 30            | 14,4     | מ            | lustrzany | Kanadyjska Mennica Królewska           | 15 428 | KM# 110.2 | AwersRewers |
| 2    | Chanukija z Corfu          | 1980       | 1 ILR   | Ag 850 | 30            | 14,4     | ✡            | zwykły    | Kanadyjska Mennica Królewska           | 23 753 | KM# 110.1 | AwersRewers |
|      |                            |            |         |        |               |          |              |           |                                        |        |           |             |
| 1    | Chanukija z Polski         | 1981       | 1 ILR   | Ag 850 | 30            | 14,4     | מ            | lustrzany | Francuska Mennica Państwowa            | 11 186 | KM# 116.2 | AwersRewers |
| 2    | Chanukija z Polski         | 1981       | 1 ILR   | Ag 850 | 30            | 14,4     | ✡            | zwykły    | Mennica Państwowa Badenii-Wirtembergii | 16 115 | KM# 116.1 | AwersRewers |
|      |                            |            |         |        |               |          |              |           |                                        |        |           |             |
| 1    | Chanukija z Jemenu         | 1982       | 1 ILR   | Ag 850 | 30            | 14,4     | ✡            | zwykły    | Francuska Mennica Państwowa            | 14 475 | KM# 123   | AwersRewers |
| 2    | Chanukija z Jemenu         | 1982       | 2 ILR   | Ag 850 | 37            | 28,8     | מ            | lustrzany | Mennica Państwowa Badenii-Wirtembergii | 8996   | KM# 124   | AwersRewers |
|      |                            |            |         |        |               |          |              |           |                                        |        |           |             |
| 1    | Chanukija z Pragi          | 1983       | 1 ILR   | Ag 850 | 30            | 14,4     | ✡            | zwykły    | Francuska Mennica Państwowa            | 12 777 | KM# 129   | AwersRewers |
| 2    | Chanukija z Pragi          | 1983       | 2 ILR   | Ag 850 | 37            | 28,8     | מ            | lustrzany | Swissmint                              | 10 894 | KM# 131   | AwersRewers |
|      |                            |            |         |        |               |          |              |           |                                        |        |           |             |
| 1    | Chanukija z Theresienstadt | 1984       | 1 ILR   | Ag 850 | 30            | 14,4     | ✡            | zwykły    | Francuska Mennica Państwowa            | 11 004 | KM# 144   | AwersRewers |
| 2    | Chanukija z Theresienstadt | 1984       | 2 ILR   | Ag 850 | 37            | 28,8     | מ            | lustrzany | Swissmint                              | 10 011 | KM# 145   | AwersRewers |
|      |                            |            |         |        |               |          |              |           |                                        |        |           |             |
| 1    | Chanukija z Aszkenazu      | 1985       | 1 ILR   | Ag 850 | 30            | 14,4     | ✡            | zwykły    | Francuska Mennica Państwowa            | 9460   | KM# 161   | AwersRewers |
| 2    | Chanukija z Aszkenazu      | 1985       | 2 ILR   | Ag 850 | 37            | 28,8     | מ            | lustrzany | Swissmint                              | 9225   | KM# 162   | AwersRewers |

### Nowy szekel
Seria monet z okresu nowego szekla obejmuje monety srebrne próby 850. Wszystkie monety mają dwa nominały (1 ILS i 2 ILS). Monety jednoszeklowe były wybite zwykłym stemplem, a dwuszeklowe lustrzanym. Na rewersach widnieje wizerunek świecznika wraz z jego podpisem w języku hebrajskim. Na awersach natomiast wybito nominał, nazwę waluty w językach hebrajskim i angielskim, nazwę państwa w językach angielskim, hebrajskim i arabskim, herb Izraela oraz datę według kalendarza gregoriańskiego i żydowskiego.
Mennice: Hiszpańska Mennica Królewska – Madryt; Mennica Bawarska – Monachium; Mennica Państwowa Badenii-Wirtembergii – Stuttgart; Królewska Mennica Holenderska – Utrecht.
| Odm. | Moneta               | Rok emisji | Nominał | Stop   | Średnica (mm) | Masa (g) | Znak mennicy | Stempel   | Mennica                                | Nakład | Nr Krause | Wizerunek   |
| ---- | -------------------- | ---------- | ------- | ------ | ------------- | -------- | ------------ | --------- | -------------------------------------- | ------ | --------- | ----------- |
| 1    | Chanukija z Algierii | 1986       | 1 ILS   | Ag 850 | 30            | 14,4     | ✡            | zwykły    | Mennica Państwowa Badenii-Wirtembergii | 8227   | KM# 175   | AwersRewers |
| 2    | Chanukija z Algierii | 1986       | 2 ILS   | Ag 850 | 37            | 28,8     | מ            | lustrzany | Mennica Państwowa Badenii-Wirtembergii | 8343   | KM# 176   | AwersRewers |
|      |                      |            |         |        |               |          |              |           |                                        |        |           |             |
| 1    | Chanukija z Anglii   | 1987       | 1 ILS   | Ag 850 | 30            | 14,4     | ✡            | zwykły    | Mennica Państwowa Badenii-Wirtembergii | 7810   | KM# 183   | AwersRewers |
| 2    | Chanukija z Anglii   | 1987       | 2 ILS   | Ag 850 | 37            | 28,8     | מ            | lustrzany | Mennica Bawarska                       | 8039   | KM# 184   | AwersRewers |
|      |                      |            |         |        |               |          |              |           |                                        |        |           |             |
| 1    | Chanukija z Tunezji  | 1988       | 1 ILS   | Ag 850 | 30            | 14,4     | ✡            | zwykły    | Królewska Mennica Holenderska          | 6688   | KM# 191   | AwersRewers |
| 2    | Chanukija z Tunezji  | 1988       | 2 ILS   | Ag 850 | 37            | 28,8     | מ            | lustrzany | Królewska Mennica Holenderska          | 7110   | KM# 192   | AwersRewers |
|      |                      |            |         |        |               |          |              |           |                                        |        |           |             |
| 1    | Chanukija z Persji   | 1989       | 1 ILS   | Ag 850 | 30            | 14,4     | ✡            | zwykły    | Hiszpańska Mennica Królewska           | 6171   | KM# 205   | AwersRewers |
| 2    | Chanukija z Persji   | 1989       | 2 ILS   | Ag 850 | 37            | 28,8     | מ            | lustrzany | Hiszpańska Mennica Królewska           | 6282   | KM# 206   | AwersRewers |
|      |                      |            |         |        |               |          |              |           |                                        |        |           |             |
| 1    | Chanukija z Koczin   | 1990       | 1 ILS   | Ag 850 | 30            | 14,4     | ✡            | zwykły    | Mennica Państwowa Badenii-Wirtembergii | 5259   | KM# 215   | AwersRewers |
| 2    | Chanukija z Koczin   | 1990       | 2 ILS   | Ag 850 | 37            | 28,8     | מ            | lustrzany | Mennica Państwowa Badenii-Wirtembergii | 5383   | KM# 216   | AwersRewers |